# Loi sur l'Alberta
Pour les articles homonymes, voir Alberta (homonymie).
Lire en ligne

Reproduction photographique de l'Acte de l'Alberta en français

La Loi sur l’Alberta (anglais : Alberta Act), entrée en vigueur le 1er septembre 1905, fut la loi du Parlement du Canada qui a créé la province de l'Alberta.
La Loi sur l’Alberta est de nature similaire à la Loi sur la Saskatchewan, qui a créé au même moment la province de la Saskatchewan. A l'instar de la Loi sur la Saskatchewan, la Loi sur l’Alberta fut controversée parce qu'elle (art. 21) permettait au gouvernement du Canada de garder le contrôle de toutes les ressources naturelles et terres publiques (en) de l'Alberta. L'Alberta n'a pas pris le contrôle de ces ressources avant l'adoption des Lois sur les ressources naturelles (en) en 1930.
La Loi sur l’Alberta a défini les limites des circonscriptions électorales de la première élection générale albertaine de 1905.
La Loi sur l’Alberta fait partie de la Constitution du Canada.
L'Acte de l’Alberta a été renommé en Loi sur l’Alberta dans la Loi constitutionnelle de 1982.